# Ivan Nevistić (nogometaš)
Ivan Nevistić (Đakovo, 31. srpnja 1998.) hrvatski je nogometaš koji igra na poziciji vratara. Trenutačno igra za Dinamo Zagreb.

## Klupska karijera
Nevistić je svoju nogometnu karijeru započeo u klubu iz svog rodnog grada, Đakovu. Odličnim nastupima navukao je na sebe interes najpoznatijeg kluba istočne Hrvatske, Osijeka. U lipnju 2015. godine, pridružio se omladinskom pogonu Rijeke.
Svoj prvi profesionalni ugovor s Rijekom potpisao je u lipnju 2016. godine. Najviše vremena je ipak proveo na posudbama u Varaždinu i Muri. U srpnju 2018. godine, Nevistić je potpisao novi četverogodišnji ugovor s Rijekom. U sezoni 2020./21. s Rijekom je igrao u grupnoj fazi Europske lige i završio kao vratar s najviše obrana (19) u toj fazi natjecanja.
Dana 28. siječnja 2021. godine, potpisao je ugovor s najtrofejnijim hrvatskim klubom, Dinamom iz Zagreba. Dinamo je odlučio ostaviti ga na posudbi u Rijeci do kraja tekuće sezone.

## Reprezentativna karijera
Nevistić je nastupao za sve omladinske reprezentacije Hrvatske. Za seniorsku reprezentaciju do sada još nije nastupio.

## Priznanja

### Individualna
- Obrana mjeseca HNL-a: travanj 2025.[5]

### Klupska
Rijeka
- 1. HNL (1): 2016./17.

Varaždin
- 2. HNL (1): 2018./19.

Dinamo Zagreb
- HNL (2): 2022./23., 2023./24.
- Hrvatski nogometni kup (1): 2023./24.
- Hrvatski nogometni superkup (2): 2022., 2023.

## Vanjske poveznice
- Profil, Hrvatski nogometni savez
- Profil, Soccerway (engl.)
- Profil, Transfermarkt (engl.)